# Пеппі Довгапанчоха (мультфільм)
«Пеппі Довгапанчоха» — анімаційна музична пригодницька комедія 1997 року, знята Майклом Шааком і Клайвом А. Смітом за сценарієм Катаріни Штакельберг за мотивами однойменних дитячих книжок Астрід Ліндгрен. Спільне шведсько-німецько-канадське підприємство, створене Svensk Filmindustri, IdunaFilm, TFC Trickompany і Nelvana, у фільмі озвучували Мелісса Альтро, Кетрін О'Хара, Гордон Пінсент, Дейв Томас, Вейн Робсон і Керол Поуп.
Для випуску в Сполучених Штатах і Канаді фільм розповсюджувався в кінотеатрах компанією Legacy Releasing, а на VHS і DVD компанією Warner Home Video під керівництвом Warner Bros під лейблом Family Entertainment. Він також був пілотним телевізійним серіалом, прем'єра якого відбулася на Teletoon у Канаді, а потім транслювалася на HBO. Відтоді лише три з тринадцяти епізодів першого сезону серіалу «Пеппі йде до південних морів», «Пеппі зустрічає браконьєрів з перлами» та «Пеппі йде додому» були об'єднані в художній фільм «Пригоди Пеппі в південних морях», випущений на VHS та DVD. від HBO Home Video 2 травня 2000 року.
Цей фільм є першим анімаційним фільмом Нельвани після «Бабара: фільм».

## Сюжет
Фільм починається з того, як Пеппі плаває навколо світу разом зі своїм батьком, капітаном Ефраїмом Довгапанчохою, її домашнім конем, Горацієм, її домашньою мавпою, містером Нільссоном та різними членами екіпажу корабля. Одного разу вночі під час урагану капітана змило через борт у море. Віддаляючись, він кличе Пеппі, щоб «зустрітися з нею на віллі Віллекулла». Для цього Пеппі та її домашні тварини повертаються додому, на віллу Віллекулла, щоб чекати його повернення. Невдовзі після прибуття вона подружилася з двома дітьми на протилежному боці вулиці — Томмі й Аннікою, які захоплюються її вільним духом і веселим ставленням. Незабаром вони переконують її піти до школи (вперше в житті), де вона потрапляє в халепу, незважаючи на те, що підкорює серця своїх однокласників та однокласниць.
Незабаром Пеппі привертає увагу місцевої соціальної працівниці місіс Присселіус, яка хоче віддати її на виховання. Коли місіс Присселіус йде до місцевих правоохоронних органів, щоб поговорити про те, що дівчину потрібно помістити в будинок для сиріт, вона розкриває певні подробиці (відсутність нагляду дорослих, самотність, наявність великого запасу золотих монет, які зберігаються просто неба), а головне, залишаючи двері незамкненими) парі злодіїв, які вже перебувають у в'язниці. Злодії, Блум і Гром-Карлссон, вирішують пограбувати Пеппі, як тільки втечуть з в'язниці.
Пеппі та її друзі беруть участь у багатьох пригодах і близьких зустрічах, завойовуючи майже всіх, за винятком місіс Прісселіус, Томмі та батьки Анніки. Саме тоді, коли місіс Присселіус має достатньо, впадає в розлад і збирається затягнути Пеппі прямо до дитячого будинку, батько Пеппі повертається, щоб повернути її до їхнього життя на морі. Однак Пеппі вирішує, що не може залишити своїх нових друзів, і вирішує залишитися на віллі Віллекулла.

## Актори
Англійське озвучення:
- Мелісса Альтро — Піппілотта Делікатеса Вінксейд Макрелмінт Донька Ефраїма «Пеппі» Довгапанчоха
- Кетрін О'Хара — місіс Гельга Присселіус
- Гордон Пінсент — капітан Ефраїм Довгапанчоха
- Дейв Томас — Гром-Карлссон
- Вейн Робсон — Блум
- Керол Поуп — вчитель
- Ноа Рід — Томмі Сеттегрен
- Олівія Гарратт — Анніка Сеттегрен
  - Джуді Тейт забезпечує співочий голос Анніки.
- Рік Джонс — констебль Клінг / О'Меллі
- Філіп Вільямс — констебль Кланг / капітан
- Марі Трейнор — місіс Клінг
- Елва Мей Гувер — місіс Кланг
- Річард Бінслі — містер Нільссон / місіс. Собака Присселія
- Карен Бернштейн — місіс Інгрід Сеттергрен
- Мартін Лавут — містер Сеттергрен

## Музичні номери
1. «Що мені робити сьогодні?» — Пеппі
2. «Гей-Хо, я Пеппі» — Пеппі
3. «Рецепт життя» — Пеппі, Томмі та Анніка
4. «Казалок і новий золотий зуб» — Блум і Тандер-Карлссон
5. «Казалок і новий золотий зуб» (реприза) — Блум і Тандер-Карлссон
6. «Плутифікація» — учитель, Пеппі та учні
7. «Шотландська» — Блум, Пеппі та Тандер-Карлссон
8. «Що мені робити сьогодні?» (реприза) — Пеппі
9. «Гей-Хо, я Пеппі» (реприза) — Пеппі
10. «Рецепт життя» (реприза) — Пеппі

## Поширення

### Каса
Пеппі Довгапанчоха почала демонструватися в США 22 серпня 1997 року в 73 залах. У перші вихідні фільм заробив 62 196 доларів, посівши 23 місце в касових зборах. Фільм закрився 30 жовтня 1997 року, зібравши 505 335 доларів.

### Критика
Фільм отримав неоднозначні відгуки критиків. Веб-сайт агрегатора відгуків Rotten Tomatoes повідомляє про рейтинг 43 % на основі 7 відгуків із середнім рейтингом 4,4/10. Лоуренс Ван Гелдер з The New York Times дав неоднозначну оцінку фільму, заявивши: «Як могла б сказати Златовласка, коли справа доходить до нескладних дитячих розваг, ця Пеппі Довгапанчоха не надто велика, не надто маленька, але якраз підходить». Говард Файнштейн з Variety в основному не схвалював акторську гру Мелісси Альтро, але високо оцінив гру «Плутифікацію» і «Казалок і новий золотий зуб».